# Burkholderiaceae
Burkholderiaceae — родина бактерій порядку Burkholderiales. Родина була визначена на основі аналізу 16S рРНК, екологічні характеристики представників дуже різні, вони здатні утилізувати велике різноманіття джерел енергії. Родина містить аеробні та факультативно анаеробні види, хемоорганотрофів і хемолітотрофів. Члени родини, як і решта протеобактерій, грам-негативні і мають паличкоподібну форму.